# NetBSD
NetBSD és un sistema operatiu tipus Unix, de programari lliure disponible per a una multitud de plataformes. El seu disseny i les seves característiques avançades possibiliten moltes aplicacions.
És el resultat de l'esforç de Chris Demetriou, Theo de Raadt, Adam Glass, Charles M. Hannum i un gran nombre de voluntaris que tenien com a objectiu produir un sistema operatiu tipus Unix de distribució lliure. La primera versió fou la 0.8 el maig de 1993. L'OpenBSD es bifurcà a partir del NetBSD a la fi de 1995. La darrera versió estable és la 7.1.2, llençada el 19 de març de 2018.
El NetBSD i el FreeBSD es deriven de l'original UCB 4.3BSD a través del Networking/2 i el 386BSD. Es basa en una gran varietat de programari de lliure distribució que inclou entre d'altres, el 4.4BSD Lite de la Universitat de Califòrnia-Berkeley, el Networking/2 (Berkeley Networking Release 2), el sistema X-Windows del MIT i programari divers de GNU. NetBSD se centra a oferir un sistema operatiu estable, multiplataforma i orientat a la investigació. Està dissenyat en tenir com a prioritats obtenir un codi de qualitat, ben organitzat que compleix els estàndards POSIX, X/Open i altres més rellevants. El sistema, a data del 2020, es pot trobar per a 56 plataformes diferents.